# Pourquoi les crises reviennent toujours
Pourquoi les crises reviennent toujours, du titre original anglais The Return of Depression Economics, est un livre d'économie écrit par l'économiste américain et lauréat du prix Nobel d'économie Paul Krugman. La réédition de 2009 (2008 aux États-Unis ayant pour nouveau titre : The Return of Depression Economics and the Crisis of 2008) est une version actualisée du livre paru en 2000 (1999 aux États-Unis), elle établit des parallèles entre la crise financière de 2008 et la Grande Dépression. 
Tandis que la première édition explore la dépression de l'économie à travers les lentilles de la crise financière asiatique de 1997 et de la décennie perdue du Japon, la réédition de 2009 comprend la crise de liquidité créé en 2008 par des mesures d'austérité malavisés. Dans le livre, Krugman examine l'histoire de krachs boursiers, tels que la panique de 1907 et la crise Tequila du milieu des années 1990, montrant comment les systèmes bancaires s'exposent à trop de risques, conduisant à la perte de confiance et, finalement, à la panique et à la fuite des capitaux. Krugman suggère que les responsables politiques doivent « tirer les leçons qui ont été enseignés à nos grands-pères pendant la Grande Dépression », soutenir les dépenses et permettre un accès plus large au crédit.